# Trudobelikovski
Trudobelikovski (del ruso: Трудобеликовский) es un jútor del raión de Krasnoarméiskaya, en el sur de Rusia. Está situado en el delta del Kubán, en la orilla derecha de su distributario Protoka, frente a Slaviansk-na-Kubani, 11 km al sur de Poltávskaya y 74 km al noroeste de Krasnodar, la capital del krai. Tenía 9 393 habitantes en 2010
Es cabeza del municipio Trudobelikovskoye, al que pertenecen asimismo Zelenski, Krikuna, Krizanovski, Kórzhevski, Kulika, Surovo, Teleguin, Tijovski, Turkovski y Chigrina. En su conjunto el municipio cuenta con 12 624 habitantes y 147.80 km².

## Historia
La ciudad tiene su origen en una factoría o colonia comercial genovesa establecida en el siglo XII, llamada Copa, Coparia o Conario, controlada por la familia Ghisolfi. Tras la caída de la influencia de la república en la región del Ponto, fue abandonada hasta 1747, cuando tropas del kanato de Crimea erigieron un fuerte denominado Eni-Kopyl, que se convertiría en el asentamiento de Kopyl. Tras la conquista rusa de la península de Tamán a finales del siglo XVIII, los cosacos del mar Negro establecieron aquí el fuerte Prototski. Tras el fin de la guerra del Cáucaso, familias procedentes de las stanitsas Poltávskaya y Slaviánskaya, fundaron el jútor Prototski en 1890. Tras la guerra civil, en septiembre de 1920, el Comité Revolucionario ha decidido ponerle el nombre Trudy Belika en homenaje de Semión Efimovich Belika, presidente del mismo, ajusticiado en 1918. Más tarde recibiría el nombre actual.

## Transporte
Por la localidad pasa la carretera federal M25 Krasnodar-Slaviansk-na-Kubani-Temriuk-estrecho de Kerch.

## Servicios sociales
En la localidad se halla la escuela nº39 (hay cuatro en el municipio), un jardín de infancia, una policlínica, una escuela de música, un campo de fútbol y dos bibliotecas entre otros establecimientos.